# Лиф, Генри
Генри Мередит Лиф (англ. Henry Meredith Leaf; 18 октября 1862, Скарборо, Северный Йоркшир — 23 апреля 1931, Лондон) — британский игрок в рэкетс, призёр летних Олимпийских игр.
Лиф участвовал в одиночном и парном турнирах по рэкетсу на летних Олимпийских играх 1908 в Лондоне. В одиночном разряде он сразу вышел в финал и обыграл там Генри Бругхэма, однако в том матче он повредил руку и не стал соревноваться в финале с Эваном Ноэлем, став серебряным призёром. Но затем вместе они с полуфинала начали парный турнир, но проиграли в нём, заняв третьи места.